# Potres v Zgornjem Posočju (2004)
Potres v Zgornjem Posočju leta 2004 je bil močan potresni sunek z epicentrom približno štiri kilometre severno od Kobarida na severozahodu Slovenije ob meji z Italijo (46°19′N 13°38′E / 46.32°N 13.63°E), ki je 12. julija ob 15. uri in 4 minute po lokalnem času zatresel širše območje Zgornjega Posočja. Čutili so ga po vsej Sloveniji, v severni Italiji in v večjem delu Avstrije ter Hrvaške.
Šlo je za že tretji močnejši potres na tem območju v novejšem času, po katastrofalnih potresih v Furlaniji leta 1976 in v Zgornjem Posočju leta 1998. V primerjavi s potresom leta 1998 se je v tokratnem sprostilo desetkrat manj energije, vendar so bili učinki zaradi lokalnih geoloških dejavnikov nesorazmerno močni in so v Čezsoči dosegli VI. do VII. stopnjo po evropski makroseizmični lestvici, ponekod pa tudi celo stopnjo višje. Poškodovanih je bilo več sto zgradb, od tega jih je bilo treba nekaj porušiti. Zlasti so bili prizadeti objekti, ki od leta 1998 še niso bili sanirani, vendar je bil potres dovolj močan, da je poškodoval tudi že obnovljene ali prej nedotaknjene objekte. Največ učinkov v naravi je bilo v Krnskem pogorju, kjer je nastalo večje število manjših podorov.
Potres je zahteval eno smrtno žrtev, italijanskega planinca, ki ga je na poti med domom pri Krnskih jezerih in domom dr. Klementa Juga v Lepeni zasulo padajoče skalovje. Poleg tega je bilo sedem ranjenih. Glavnemu sunku je v naslednjih tednih sledilo več sto popotresnih sunkov, najmočnejši med njimi 14. julija 2004 ob 6. uri 37 minut po lokalnem času z magnitudo 3,6.